# Grb Islanda
Grb Islanda prikazuje četiri islandska zaštitnika koji stoje na magmatskom kamenu, sa zastavom ispred njih.
Bik je zaštitnik jugozapada države, grifin / orao sjeverozapada, zmaj sjeveroistoka, a kameni div jugoistoka. Ovi zaštitnici su uživali ogromno poštovanje, toliko da je u vrijeme Vikinga postojao zakon po kojemu brodovi na prilazima Islandu ne smiju na pramcu nositi zastrašujuće znakove poput zmajevih glava, kako se zaštitnici ne bi bespotrebno uznemiravali.